# نهائي كوبا ليبرتادوريس 2007
نهائي كأس ليبرتادوريس 2007 هو النهائي الثامن والأربعون من بطولة كأس ليبرتادوريس، البطولة التي ينظمها اتحاد أمريكا الجنوبية لكرة القدم (كونميبول).
لُعب النهائي بنظام الذهاب والإياب وجمع بين بوكا جونيورز الأرجنتيني وغريميو البرازيلي. أُقيمت مباراة الذهاب على ملعب لا بومبونيرا في بوينس آيرس يوم 13 يونيو 2007، بينما لُعبت مباراة الإياب على أرضية ملعب أولمبيكو مونيمونتال في مدينة بورتو أليغري يوم 20 يونيو 2007.
تأهل الفائز بكوبا ليبرتادوريس 2007 لكأس العالم للأندية 2007 كممثل لاتحاد أمريكا الجنوبية لكرة القدم، شارك في المنافسة ابتداءًا من الدور نصف النهائي. كما حصل على حق اللعب ضد الفائز بكوبا سود أمريكانا 2007 في ريكوبا سودأمريكانا 2008.
فاز بوكا جونيورز على خصمه غريميو بنتيجة 5–0 في المجموع، ليحقق لقبه السادس في البطولة.

## عن الفريقين
| الفريق       | نهائيات سابقة (الخط العريض يشير لسنة الفوز)        |
| ------------ | -------------------------------------------------- |
| بوكا جونيورز | 8 (1963، 1977، 1978، 1979، 2000، 2001، 2003، 2004) |
| غريميو       | 3 (1983، 1984، 1995)                               |

## مباراة الذهاب

### التفاصيل
| بوكا جونيورز                                    | 3–0   | غريميو |
| ----------------------------------------------- | ----- | ------ |
| - بالاسيو 18' - ريكيلمي 73' - بوكويس 89' (ه.ذ.) | تقرير |        |

## مباراة الإياب

### التفاصيل
| غريميو | 0–2   | بوكا جونيورز       |
| ------ | ----- | ------------------ |
|        | تقرير | - ريكيلمي 69'، 81' |